# Märragölen
Märragölen är en sjö i Boxholms kommun i Östergötland och ingår i Motala ströms huvudavrinningsområde. Sjöns area är 0,016 kvadratkilometer och den befinner sig 176 meter över havet.